# 聖佩德羅 (科特迪瓦)
聖佩德羅是西非國家科特迪瓦西南部的城市，也是下薩桑德拉區的首府，位於大西洋的幾內亞灣沿岸，擁有全國第二大港口，距離首都阿比讓348公里，西面有是被聯合國教科文組織列為世界遺產的塔伊國家公園，海拔高度1米，居民主要從事捕魚業和水泥業，市內有機場設施，2010年人口166,141。

## 外部連結
- MSN Map[永久]

04°45′05″N 06°38′19″W / 4.75139°N 6.63861°W